# Tour des Combins
De Tour des Combins, afgekort tot TDC, is een wandelroute om de Grand Combin, gaat door Italië en Zwitserland en duurt vijf tot zeven dagen. De Mont Vélan ligt naast de Grand Combin, dus komt de Tour des Combins ook daar om heen. De route komt onder andere door Bourg-Saint-Pierre, het Val de Bagnes, over de Grote Sint-Bernhardpas en volgt een enkele keer een bisse.